# Svalbard (groupe biélorusse)
Pour les articles homonymes, voir Svalbard (homonymie).
Svalbard est un groupe biélorusse de martial industrial, originaire d'Homiel, actif entre 2006 et 2012.

## Histoire
Le groupe apparaît comme projet solo de Vicheslav Shenderovich en 2006. Le nom vient de l'archipel suédois, sur lequel se trouvent des colonies russes depuis 1912. En 2007, le premier album démo Stille est enregistré, après quoi Vyacheslav Golub est invité à participer au festival international Crivia Aeterna. Peu de temps après cette représentation, un nouveau membre sous le pseudonyme de KS rejoint le groupe et le style passe du dark ambient à une combinaison de pop militaire et de néoclassique. Dans la nouvelle composition, Svalbard sort le premier mini-album Treue Vaterland Jugend sur le label russe Der Angriff.
En 2010, le label allemand Lichterklang sort l'album studio Heimkunft. En 2012, ce même label sort un autre album Der Letzte Blick Zurück.
En 2013, Vyacheslav Golub reprend d'autres projets extérieurs : le néo-classique Vintersolverv et le néofolk Erde, après quoi Svalbard se sépare,.

## Discographie
- 2007 : Stille (CD)
- 2009 : Pahonya (CD, Stigmata Release)
- 2009 : Treue Vaterland Jugend (CD, Der Angriff / Indiestate Distribution)
- 2010 : Heimkunft (CD, Lichterklang)
- 2012 : Der Letzte Blick zurück (CD/CD+CDR, Lichterklang)
- 2013 : Der Wind (MP3; Crivia Records / Stigmata Release) (sous le nom Erde)
- 2014 : Böse Zeit (CD/FLAC, Steinklang Industries) (sous le nom Erde)
- 2018 : Frost På Träden (CD, Infinite Fog Productions) (sous le nom Vintersolverv)
- 2019 : Der Weg der Toten (CD, Zhelezobeton) (sous le nom Vintersolverv)